# Skilanglauf-Nor-Am-Cup 2017/18
Der Skilanglauf-Nor-Am-Cup 2017/18 war eine von der FIS organisierte Wettkampfserie, die zum Unterbau des Skilanglauf-Weltcups 2017/18 gehörte. Er begann am 9. Dezember 2017 in Vernon und endete mit den Kanadischen Meisterschaften im Skilanglauf 2018 am 17. März 2018 in Thunder Bay. Die Gesamtwertung der Männer gewann Andy Shields und bei den Frauen Caitlin Gregg.

## Männer

### Resultate
| 1. Nor-Am-Cup in Vernon, 9. und 10. Dezember 2017 | 1. Nor-Am-Cup in Vernon, 9. und 10. Dezember 2017 | 1. Nor-Am-Cup in Vernon, 9. und 10. Dezember 2017 | 1. Nor-Am-Cup in Vernon, 9. und 10. Dezember 2017 | 1. Nor-Am-Cup in Vernon, 9. und 10. Dezember 2017 |
| ------------------------------------------------- | ------------------------------------------------- | ------------------------------------------------- | ------------------------------------------------- | ------------------------------------------------- |
| Datum                                             | Disziplin                                         | Erster Platz                                      | Zweiter Platz                                     | Dritter Platz                                     |
| 9. Dezember 2017                                  | Sprint klassisch                                  | Bob Thompson                                      | Benjamin Saxton                                   | Cole Morgan                                       |
| 10. Dezember 2017                                 | 15 km Freistil                                    | Ian Torchia                                       | John Hegman                                       | Brian McKeever                                    |

| 2. Nor-Am-Cup und Minitour in Rossland, 15. bis 17. Dezember 2017 | 2. Nor-Am-Cup und Minitour in Rossland, 15. bis 17. Dezember 2017 | 2. Nor-Am-Cup und Minitour in Rossland, 15. bis 17. Dezember 2017 | 2. Nor-Am-Cup und Minitour in Rossland, 15. bis 17. Dezember 2017 | 2. Nor-Am-Cup und Minitour in Rossland, 15. bis 17. Dezember 2017 |
| ----------------------------------------------------------------- | ----------------------------------------------------------------- | ----------------------------------------------------------------- | ----------------------------------------------------------------- | ----------------------------------------------------------------- |
| Datum                                                             | Disziplin                                                         | Erster Platz                                                      | Zweiter Platz                                                     | Dritter Platz                                                     |
| 15. Dezember 2017                                                 | 10 km klassisch                                                   | Brian Gregg                                                       | Scott James Hill                                                  | Bob Thompson                                                      |
| 16. Dezember 2017                                                 | Sprint Freistil                                                   | Julien Locke                                                      | Evan Palmer-Charrette                                             | Julian Smith                                                      |
| 17. Dezember 2017                                                 | 15 km Freistil Verfolgung                                         | Brian Gregg                                                       | Andy Shields                                                      | Jack Caryle                                                       |
| 15.–17. Dezember 2017                                             | Gesamtwertung Minitour                                            | Brian Gregg                                                       | Andy Shields                                                      | Bob Thompson                                                      |

| 3. Nor-Am-Cup in Mont Sainte-Anne, 5. bis 10. Januar 2018 | 3. Nor-Am-Cup in Mont Sainte-Anne, 5. bis 10. Januar 2018 | 3. Nor-Am-Cup in Mont Sainte-Anne, 5. bis 10. Januar 2018 | 3. Nor-Am-Cup in Mont Sainte-Anne, 5. bis 10. Januar 2018 | 3. Nor-Am-Cup in Mont Sainte-Anne, 5. bis 10. Januar 2018 |
| --------------------------------------------------------- | --------------------------------------------------------- | --------------------------------------------------------- | --------------------------------------------------------- | --------------------------------------------------------- |
| Datum                                                     | Disziplin                                                 | Erster Platz                                              | Zweiter Platz                                             | Dritter Platz                                             |
| 5. Januar 2018                                            | Sprint klassisch                                          | Julien Locke                                              | Russell Kennedy                                           | Bob Thompson                                              |
| 8. Januar 2018                                            | 30 km Skiathlon                                           | Knute Johnsgaard                                          | Graham Nishikawa                                          | Gareth Williams                                           |
| 9. Januar 2018                                            | Sprint Freistil                                           | Jesse Cockney                                             | Andy Shields                                              | Bob Thompson                                              |
| 10. Januar 2018                                           | 15 km klassisch                                           | Ricardo Izquierdo-Bernier                                 | Scott James Hill                                          | Graham Nishikawa                                          |

| 4. Nor-Am-Cup in Red Deer, 19. und 20. Januar 2018 | 4. Nor-Am-Cup in Red Deer, 19. und 20. Januar 2018 | 4. Nor-Am-Cup in Red Deer, 19. und 20. Januar 2018 | 4. Nor-Am-Cup in Red Deer, 19. und 20. Januar 2018 | 4. Nor-Am-Cup in Red Deer, 19. und 20. Januar 2018 |
| -------------------------------------------------- | -------------------------------------------------- | -------------------------------------------------- | -------------------------------------------------- | -------------------------------------------------- |
| Datum                                              | Disziplin                                          | Erster Platz                                       | Zweiter Platz                                      | Dritter Platz                                      |
| 19. Januar 2018                                    | Sprint Freistil                                    | Jesse Cockney                                      | Russell Kennedy                                    | Patrick Stewart-Jones                              |
| 20. Januar 2018                                    | 15 km klassisch Mst.                               | Andy Shields                                       | Russell Kennedy                                    | Jesse Cockney                                      |

| 5. Nor-Am-Cup in Craftsbury, 26. bis 28. Januar 2018 | 5. Nor-Am-Cup in Craftsbury, 26. bis 28. Januar 2018 | 5. Nor-Am-Cup in Craftsbury, 26. bis 28. Januar 2018 | 5. Nor-Am-Cup in Craftsbury, 26. bis 28. Januar 2018 | 5. Nor-Am-Cup in Craftsbury, 26. bis 28. Januar 2018 |
| ---------------------------------------------------- | ---------------------------------------------------- | ---------------------------------------------------- | ---------------------------------------------------- | ---------------------------------------------------- |
| Datum                                                | Disziplin                                            | Erster Platz                                         | Zweiter Platz                                        | Dritter Platz                                        |
| 26. Januar 2018                                      | Sprint klassisch                                     | Forest Mahlen                                        | Benjamin Saxton                                      | Kevin Bolger                                         |
| 28. Januar 2018                                      | 10 km Freistil                                       | David Norris                                         | Andy Shields                                         | Kevin Bolger                                         |

| 6. Nor-Am-Cup und Minitour in Gatineau, 2. bis 4. Februar 2018 | 6. Nor-Am-Cup und Minitour in Gatineau, 2. bis 4. Februar 2018 | 6. Nor-Am-Cup und Minitour in Gatineau, 2. bis 4. Februar 2018 | 6. Nor-Am-Cup und Minitour in Gatineau, 2. bis 4. Februar 2018 | 6. Nor-Am-Cup und Minitour in Gatineau, 2. bis 4. Februar 2018 |
| -------------------------------------------------------------- | -------------------------------------------------------------- | -------------------------------------------------------------- | -------------------------------------------------------------- | -------------------------------------------------------------- |
| Datum                                                          | Disziplin                                                      | Erster Platz                                                   | Zweiter Platz                                                  | Dritter Platz                                                  |
| 2. Februar 2018                                                | Sprint klassisch                                               | Benjamin Saxton                                                | Julien Locke                                                   | Patrick Stewart-Jones                                          |
| 3. Februar 2018                                                | 15 km Freistil                                                 | John Hegman                                                    | David Norris                                                   | Tad Elliott                                                    |
| 4. Februar 2018                                                | 15 km klassisch Verfolgung                                     | David Norris                                                   | Adam Martin (Skilangläufer)                                    | Benjamin Lustgarten                                            |
| 2.–4. Februar 2018                                             | Gesamtwertung Minitour                                         | David Norris                                                   | Benjamin Lustgarten                                            | Brian Gregg                                                    |

| 7. Nor-Am-Cup und Kanadische Meisterschaften in Thunder Bay, 11. bis 17. März 2018 | 7. Nor-Am-Cup und Kanadische Meisterschaften in Thunder Bay, 11. bis 17. März 2018 | 7. Nor-Am-Cup und Kanadische Meisterschaften in Thunder Bay, 11. bis 17. März 2018 | 7. Nor-Am-Cup und Kanadische Meisterschaften in Thunder Bay, 11. bis 17. März 2018 | 7. Nor-Am-Cup und Kanadische Meisterschaften in Thunder Bay, 11. bis 17. März 2018 |
| ---------------------------------------------------------------------------------- | ---------------------------------------------------------------------------------- | ---------------------------------------------------------------------------------- | ---------------------------------------------------------------------------------- | ---------------------------------------------------------------------------------- |
| Datum                                                                              | Disziplin                                                                          | Erster Platz                                                                       | Zweiter Platz                                                                      | Dritter Platz                                                                      |
| 11. März 2018                                                                      | 10 km klassisch                                                                    | Scott James Hill                                                                   | Antoine Cyr                                                                        | Alexis Dumas                                                                       |
| 13. März 2018                                                                      | 15 km Freistil Verfolgung                                                          | Jesse Cockney                                                                      | Ty Godfrey                                                                         | Michael Somppi                                                                     |
| 13. März 2018                                                                      | 15 km Freistil Verfolgung (schnellste Zeit)                                        | Michael Somppi                                                                     | Ty Godfrey                                                                         | Jesse Cockney                                                                      |
| 14. März 2018                                                                      | Sprint Freistil                                                                    | Jesse Cockney                                                                      | Andy Shields                                                                       | Evan Palmer-Charrette                                                              |
| 17. März 2018                                                                      | 50 km klassisch Mst.                                                               | Evan Palmer-Charrette                                                              | Scott James Hill                                                                   | Ryan Jackson                                                                       |

### Gesamtwertung Männer
| Rang | Name                  | Punkte |
| ---- | --------------------- | ------ |
| 01   | Andy Shields          | 685    |
| 02   | Jesse Cockney         | 662    |
| 03   | Evan Palmer-Charrette | 566    |
| 04   | Brian Gregg           | 563    |
| 05   | Scott James Hill      | 552    |
| 06   | Bob Thompson          | 515    |
| 07   | Michael Somppi        | 489    |
| 08   | David Norris          | 455    |
| 09   | Jack Caryle           | 414    |
| 010. | Julien Locke          | 405    |
| 011. | John Hegman           | 369    |

| Rang | Name                     | Punkte |
| ---- | ------------------------ | ------ |
| 012. | Kevin Bolger             | 358    |
| 013. | Alexis Dumas             | 330    |
| 014. | Knute Johnsgaard         | 299    |
| 015. | Benjamin Saxton          | 293    |
| 015. | Patrick Stewart-Jones    | 293    |
| 017. | Ty Godfrey               | 284    |
| 018. | Julian Smith             | 266    |
| 019. | Brian McKeever           | 262    |
| 020. | Ricardo Izquirdo-Bernier | 257    |
| 021. | Gareth Williams          | 253    |
| 022. | Kris Freeman             | 247    |

| Rang | Name                        | Punkte |
| ---- | --------------------------- | ------ |
| 023. | Russell Kennedy             | 240    |
| 024. | Benjamin Lustgarten         | 239    |
| 025. | Tad Elliott                 | 230    |
| 026. | Antoine Cyr                 | 225    |
| 027. | Sebastian Böhmler-Dandurand | 223    |
| 027. | Philippe Boucher            | 223    |
| 029. | Eric Packer                 | 198    |
| 030. | Adam Martin                 | 192    |
| 030. | Dominique Moncion-Groulx    | 192    |

## Frauen

### Resultate
| 1. Nor-Am-Cup in Vernon, 9. und 10. Dezember 2017 | 1. Nor-Am-Cup in Vernon, 9. und 10. Dezember 2017 | 1. Nor-Am-Cup in Vernon, 9. und 10. Dezember 2017 | 1. Nor-Am-Cup in Vernon, 9. und 10. Dezember 2017 | 1. Nor-Am-Cup in Vernon, 9. und 10. Dezember 2017 |
| ------------------------------------------------- | ------------------------------------------------- | ------------------------------------------------- | ------------------------------------------------- | ------------------------------------------------- |
| Datum                                             | Disziplin                                         | Erster Platz                                      | Zweiter Platz                                     | Dritter Platz                                     |
| 9. Dezember 2017                                  | Sprint klassisch                                  | Kaitlynn Miller                                   | Caitlin Patterson                                 | Hannah Halvorsen                                  |
| 10. Dezember 2017                                 | 10 km Freistil                                    | Caitlin Patterson                                 | Rosie Frankowski                                  | Caitlin Gregg                                     |

| 2. Nor-Am-Cup und Minitour in Rossland, 15. bis 17. Dezember 2017 | 2. Nor-Am-Cup und Minitour in Rossland, 15. bis 17. Dezember 2017 | 2. Nor-Am-Cup und Minitour in Rossland, 15. bis 17. Dezember 2017 | 2. Nor-Am-Cup und Minitour in Rossland, 15. bis 17. Dezember 2017 | 2. Nor-Am-Cup und Minitour in Rossland, 15. bis 17. Dezember 2017 |
| ----------------------------------------------------------------- | ----------------------------------------------------------------- | ----------------------------------------------------------------- | ----------------------------------------------------------------- | ----------------------------------------------------------------- |
| Datum                                                             | Disziplin                                                         | Erster Platz                                                      | Zweiter Platz                                                     | Dritter Platz                                                     |
| 15. Dezember 2017                                                 | 5 km klassisch                                                    | Caitlin Gregg                                                     | Annika Hicks                                                      | Sophie Carrier-Laforte                                            |
| 16. Dezember 2017                                                 | Sprint Freistil                                                   | Caitlin Gregg                                                     | Andrea Dupont                                                     | Zina Kocher                                                       |
| 17. Dezember 2017                                                 | 10 km klassisch Verfolgung                                        | Caitlin Gregg                                                     | Zina Kocher                                                       | Andrea Dupont                                                     |
| 15.–17. Dezember 2017                                             | Gesamtwertung Minitour                                            | Caitlin Gregg                                                     | Zina Kocher                                                       | Annika Hicks                                                      |

| 3. Nor-Am-Cup in Mont Sainte-Anne, 5. bis 10. Januar 2018 | 3. Nor-Am-Cup in Mont Sainte-Anne, 5. bis 10. Januar 2018 | 3. Nor-Am-Cup in Mont Sainte-Anne, 5. bis 10. Januar 2018 | 3. Nor-Am-Cup in Mont Sainte-Anne, 5. bis 10. Januar 2018 | 3. Nor-Am-Cup in Mont Sainte-Anne, 5. bis 10. Januar 2018 |
| --------------------------------------------------------- | --------------------------------------------------------- | --------------------------------------------------------- | --------------------------------------------------------- | --------------------------------------------------------- |
| Datum                                                     | Disziplin                                                 | Erster Platz                                              | Zweiter Platz                                             | Dritter Platz                                             |
| 5. Januar 2018                                            | Sprint klassisch                                          | Dahria Beatty                                             | Maya MacIsaac-Jones                                       | Katherine Stewart-Jones                                   |
| 8. Januar 2018                                            | 15 km Skiathlon                                           | Cendrine Browne                                           | Anne-Marie Comeau                                         | Dahria Beatty                                             |
| 9. Januar 2018                                            | Sprint Freistil                                           | Dahria Beatty                                             | Cendrine Browne                                           | Zina Kocher                                               |
| 10. Januar 2018                                           | 10 km klassisch                                           | Cendrine Browne                                           | Katherine Stewart-Jones                                   | Anne-Marie Comeau                                         |

| 4. Nor-Am-Cup in Red Deer, 19. und 20. Januar 2018 | 4. Nor-Am-Cup in Red Deer, 19. und 20. Januar 2018 | 4. Nor-Am-Cup in Red Deer, 19. und 20. Januar 2018 | 4. Nor-Am-Cup in Red Deer, 19. und 20. Januar 2018 | 4. Nor-Am-Cup in Red Deer, 19. und 20. Januar 2018 |
| -------------------------------------------------- | -------------------------------------------------- | -------------------------------------------------- | -------------------------------------------------- | -------------------------------------------------- |
| Datum                                              | Disziplin                                          | Erster Platz                                       | Zweiter Platz                                      | Dritter Platz                                      |
| 19. Januar 2018                                    | Sprint Freistil                                    | Olivia Bouffard-Nesbitt                            | Zina Kocher                                        | Annika Hicks                                       |
| 20. Januar 2018                                    | 10 km klassisch Mst.                               | Annika Hicks                                       | Olivia Bouffard-Nesbitt                            | Zina Kocher                                        |

| 5. Nor-Am-Cup in Craftsbury, 26. bis 28. Januar 2018 | 5. Nor-Am-Cup in Craftsbury, 26. bis 28. Januar 2018 | 5. Nor-Am-Cup in Craftsbury, 26. bis 28. Januar 2018 | 5. Nor-Am-Cup in Craftsbury, 26. bis 28. Januar 2018 | 5. Nor-Am-Cup in Craftsbury, 26. bis 28. Januar 2018 |
| ---------------------------------------------------- | ---------------------------------------------------- | ---------------------------------------------------- | ---------------------------------------------------- | ---------------------------------------------------- |
| Datum                                                | Disziplin                                            | Erster Platz                                         | Zweiter Platz                                        | Dritter Platz                                        |
| 26. Januar 2018                                      | Sprint klassisch                                     | Kaitlynn Miller                                      | Kelsey Phinney                                       | Felicia Gesior                                       |
| 28. Januar 2018                                      | 5 km Freistil                                        | Rebecca Rorabaugh                                    | Rosie Frankowski                                     | Erika Flowers                                        |

| 6. Nor-Am-Cup und Minitour in Gatineau, 2. bis 4. Februar 2018 | 6. Nor-Am-Cup und Minitour in Gatineau, 2. bis 4. Februar 2018 | 6. Nor-Am-Cup und Minitour in Gatineau, 2. bis 4. Februar 2018 | 6. Nor-Am-Cup und Minitour in Gatineau, 2. bis 4. Februar 2018 | 6. Nor-Am-Cup und Minitour in Gatineau, 2. bis 4. Februar 2018 |
| -------------------------------------------------------------- | -------------------------------------------------------------- | -------------------------------------------------------------- | -------------------------------------------------------------- | -------------------------------------------------------------- |
| Datum                                                          | Disziplin                                                      | Erster Platz                                                   | Zweiter Platz                                                  | Dritter Platz                                                  |
| 2. Februar 2018                                                | Sprint klassisch                                               | Rebecca Rorabaugh                                              | Kaitlynn Miller                                                | Erika Flowers                                                  |
| 3. Februar 2018                                                | 10 km Freistil                                                 | Rosie Frankowski                                               | Rebecca Rorabaugh                                              | Erika Flowers                                                  |
| 4. Februar 2018                                                | 10 km klassisch Verfolgung                                     | Kaitlynn Miller                                                | Rebecca Rorabaugh                                              | Rosie Frankowski                                               |
| 2.–4. Februar 2018                                             | Gesamtwertung Minitour                                         | Rosie Frankowski                                               | Rebecca Rorabaugh                                              | Kaitlynn Miller                                                |

| 7. Nor-Am-Cup und Kanadische Meisterschaften in Thunder Bay, 11. bis 17. März 2018 | 7. Nor-Am-Cup und Kanadische Meisterschaften in Thunder Bay, 11. bis 17. März 2018 | 7. Nor-Am-Cup und Kanadische Meisterschaften in Thunder Bay, 11. bis 17. März 2018 | 7. Nor-Am-Cup und Kanadische Meisterschaften in Thunder Bay, 11. bis 17. März 2018 | 7. Nor-Am-Cup und Kanadische Meisterschaften in Thunder Bay, 11. bis 17. März 2018 |
| ---------------------------------------------------------------------------------- | ---------------------------------------------------------------------------------- | ---------------------------------------------------------------------------------- | ---------------------------------------------------------------------------------- | ---------------------------------------------------------------------------------- |
| Datum                                                                              | Disziplin                                                                          | Erster Platz                                                                       | Zweiter Platz                                                                      | Dritter Platz                                                                      |
| 11. März 2018                                                                      | 5 km klassisch                                                                     | Olivia Bouffard-Nesbitt                                                            | Caitlin Gregg                                                                      | Katherine Stewart-Jones                                                            |
| 13. März 2018                                                                      | 10 km Freistil Verfolgung                                                          | Caitlin Gregg                                                                      | Olivia Bouffard-Nesbitt                                                            | Annika Hicks                                                                       |
| 13. März 2018                                                                      | 10 km Freistil Verfolgung (schnellste Zeit)                                        | Caitlin Gregg                                                                      | Frederique Vezina                                                                  | Annika Hicks                                                                       |
| 14. März 2018                                                                      | Sprint Freistil                                                                    | Maya MacIsaac-Jones                                                                | Katherine Stewart-Jones                                                            | Alannah MacLean                                                                    |
| 17. März 2018                                                                      | 30 km klassisch Mst.                                                               | Katherine Stewart-Jones                                                            | Annika Hicks                                                                       | Alannah MacLean                                                                    |

### Gesamtwertung Frauen
| Rang | Name                    | Punkte |
| ---- | ----------------------- | ------ |
| 01   | Caitlin Gregg           | 830    |
| 02   | Olivia Bouffard-Nesbitt | 635    |
| 03   | Annika Hicks            | 635    |
| 04   | Kaitlynn Miller         | 555    |
| 05   | Rebecca Rorabaugh       | 543    |
| 06   | Zina Kocher             | 534    |
| 07   | Katherine Stewart-Jones | 525    |
| 08   | Rosie Frankowski        | 516    |
| 09   | Maya MacIsaac-Jones     | 498    |
| 010  | Frederique Vezina       | 472    |

| Rang | Name                   | Punkte |
| ---- | ---------------------- | ------ |
| 011  | Alannah MacLean        | 392    |
| 012. | Laura LeClair          | 352    |
| 013. | Sophie Carrier-Laforte | 345    |
| 014. | Andrea Dupont          | 342    |
| 015. | Cendrine Browne        | 330    |
| 016. | Elizabeth Guiney       | 315    |
| 017. | Dahria Beatty          | 305    |
| 018. | Laurence Dumais        | 282    |
| 019. | Zoe Williams           | 273    |
| 020. | Lisle Compton          | 259    |

| Rang | Name              | Punkte |
| ---- | ----------------- | ------ |
| 021. | Sadie White       | 251    |
| 022. | Katherine Weaver  | 230    |
| 023. | Kelsey Phinney    | 190    |
| 024. | Caitlin Patterson | 180    |
| 025. | Corey Stock       | 179    |
| 026. | Kaia Andal        | 172    |
| 027. | Erika Flowers     | 170    |
| 028. | Anne-Marie Comeau | 165    |
| 029. | Jaqueline Mourão  | 158    |
| 030. | Annika Richardson | 156    |